# 石桥镇 (南京市)
石桥镇，中国江苏省南京市浦口区下辖的一个已撤销的镇。位于长江北岸南京市区西部。2012年，并入星甸街道。

## 行政区划
石桥镇在并入星甸街道前，下辖以下地区：
新桥社区、高庙社区、石村社区、汤集村委会、双山村、高庙村、石村村、山西村、九华村、王村村。